# Adolfo de la Huerta

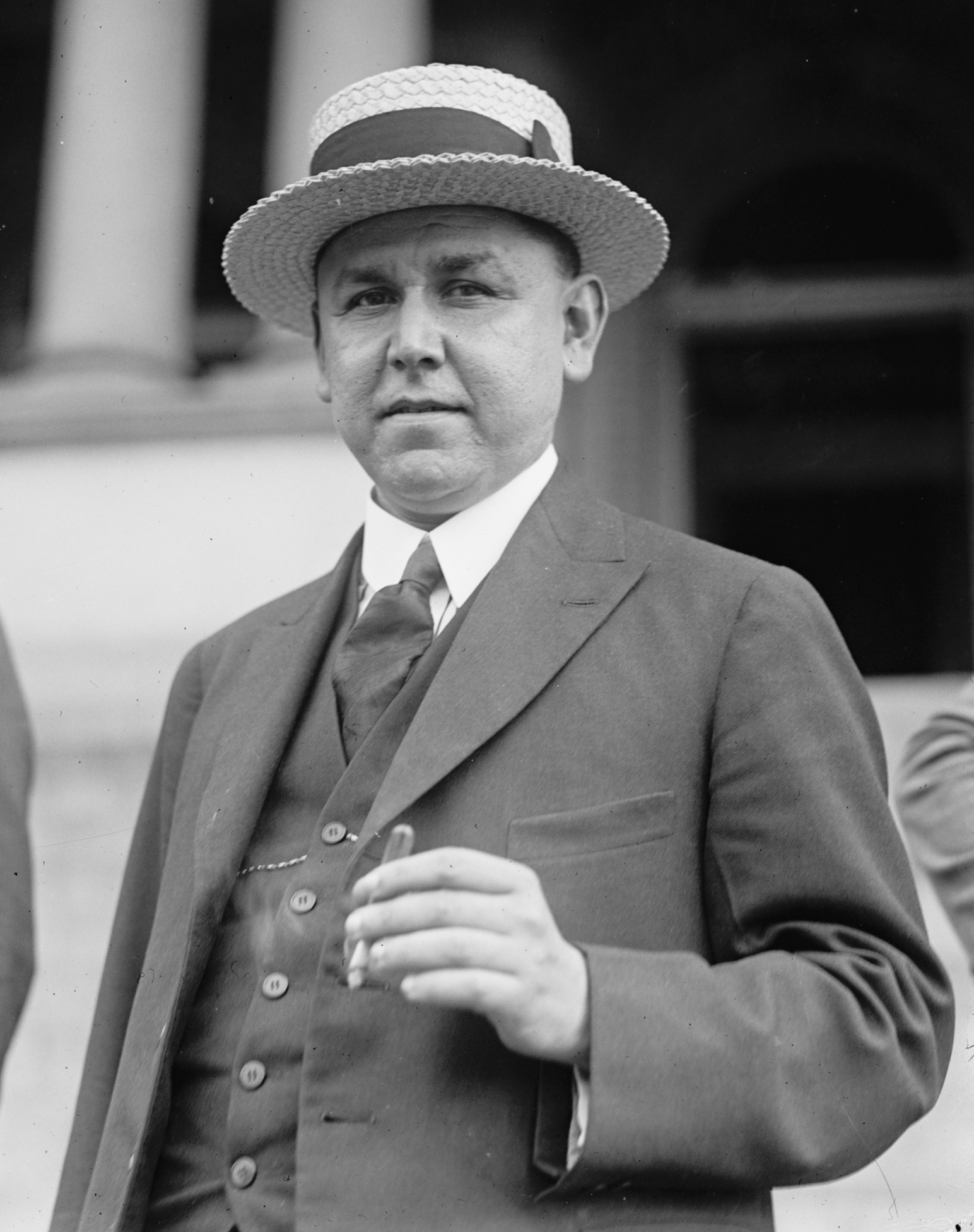

Felipe Adolfo de la Huerta Marcor  född i Guaymas, Sonora, 26 maj 1881 och död i Mexico City, 9 juli 1955 var revisor, politiker och mexikansk president 1920.
Huerta tillhörde den med arbetarrörelsen sympatiserande vänstra flygeln av Venustiano Carranzas parti. Då denne ej infriade sina radikala utfästelser, gjorde Huerta understödd av Álvaro Obregón i april 1920 uppror och fungerade maj-november 1920 som provisorisk president och blev senare Obregóns finansminister. Sommaren 1923 lämnade Houerta regeringen för att ställa upp som presidentkandidat inför valet 1923. Obregón valde dock att gynna Plutarco Elías Calles kandidatur, och Huerta startade i november 1923 ett uppror i Veracruz. Då Huerta även fick USA till motståndare, flydde han 1924.